# Trahison
Pour les articles homonymes, voir Trahison (homonymie).
 (décembre 2007).
Si vous disposez d'ouvrages ou d'articles de référence ou si vous connaissez des sites web de qualité traitant du thème abordé ici, merci de compléter l'article en donnant les références utiles à sa vérifiabilité et en les liant à la section « Notes et références ».
La trahison est le fait d'abandonner, de livrer à ses ennemis ou de tromper la confiance d'un groupe (politique ou religieux), d'une personne (ami, amant, famille) ou de principes (moraux, ou autres).
Il y a différents degrés dans la trahison, le point commun est de briser une loyauté, de prendre secrètement le parti ou le camp de l'ennemi, c'est l'image populaire du coup de poignard dans le dos.
Le mot traître est utilisé plus généralement pour désigner l'auteur d'une trahison. Le personnage du « traître » est associé à certaines figures historiques ou de légende, comme Judas, Ganelon, Vlassov.

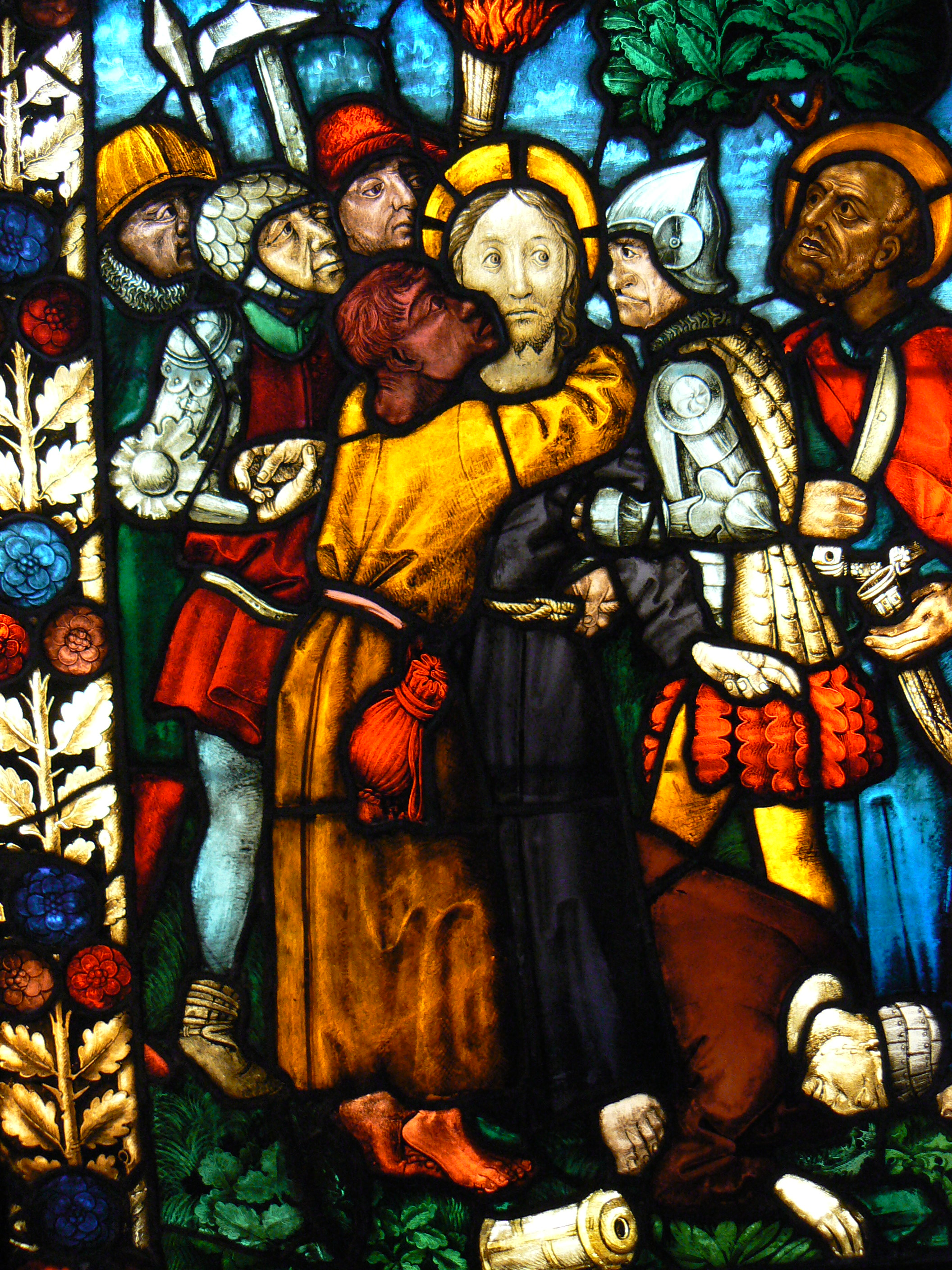
Vitrail du baiser de Judas (Musée historique de Haguenau)

## Utilisation politique
L'utilisation politique de ce terme est courante pour dénigrer les personnes d'un camp opposé qui manqueraient supposément à leurs devoirs envers le peuple. La légende du « coup de poignard dans le dos » (ou Dolchstoßlegende) propagée par les nazis dans les années 1920 étant un bon exemple d'accusation de trahison à des fins d'unification derrière un message politique.
Les acteurs des révolutions, des insurrections et des coups d'État étant par nature des traîtres, ils développent souvent une mentalité paranoïaque et utilisent souvent l'accusation de « traître » pour justifier l'élimination de leurs adversaires ou leur vengeance sur les vaincus.

## Haute trahison
En France, la trahison est définie juridiquement par les articles 411-1 à 411-11 du Code pénal. Ainsi, un Français ou un militaire au service de la France qui livre des soldats français ou une partie du territoire national à une puissance étrangère ou sous contrôle étranger est puni de la détention criminelle à perpétuité et d'une amende de 750 000 euros.